# Католицизм в Хорватии

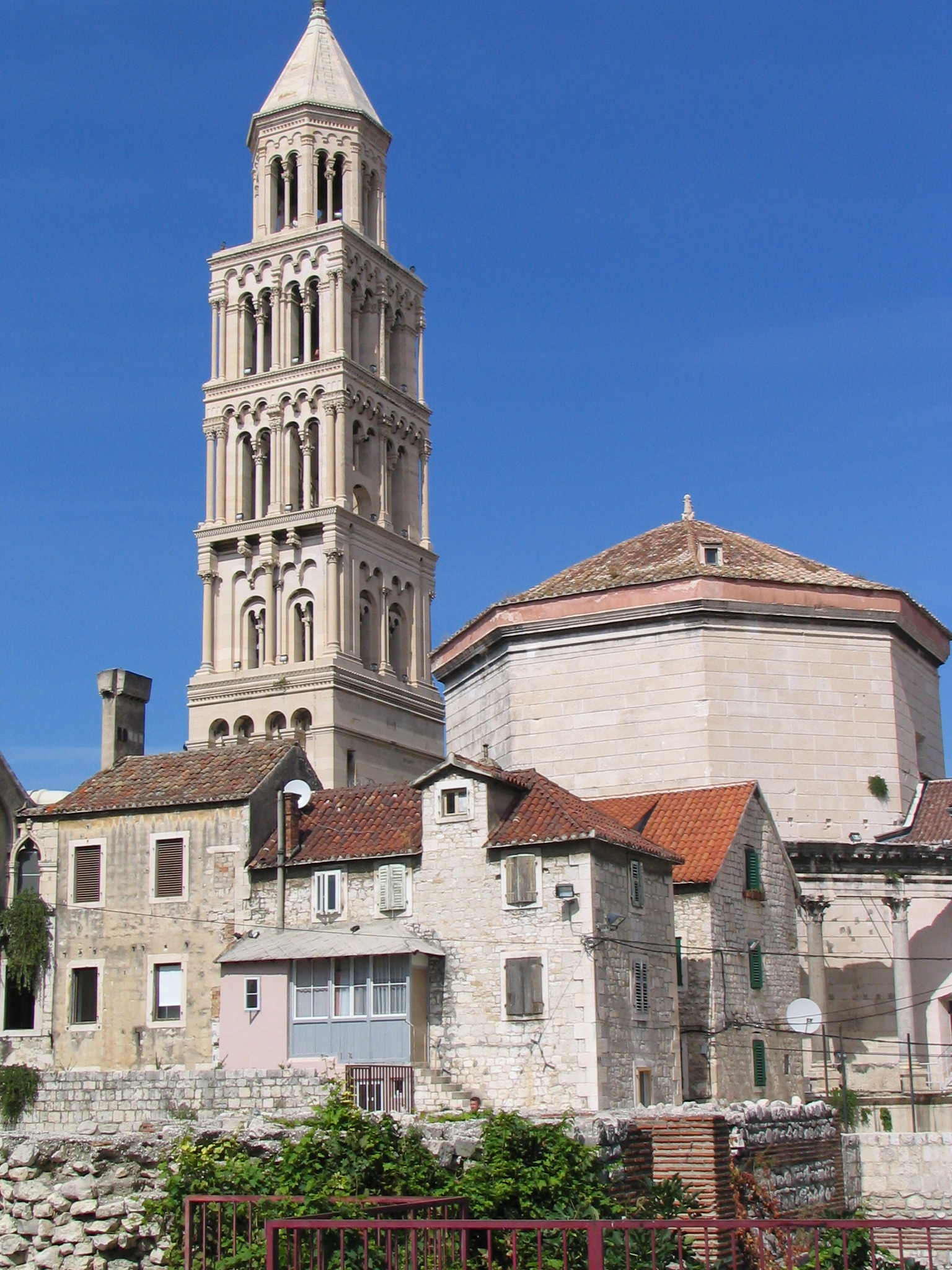
Кафедральный собор святого Дуэ, Сплит

Католицизм в Хорватии — наиболее распространённая религия. Католическая церковь Хорватии — часть всемирной Католической церкви. По данным общенациональной переписи 2011 года католиками считают себя 3 697 143 человека или 86,28 % общего населения страны. По данным сайта catholic-hierarchy.org в 2004 году число католиков страны составляло 3 925 139 человек. Подавляющее большинство хорватского католического населения принадлежит к латинскому обряду, к грекокатоликам себя причислило 6 219 человек (0,14 %).

## Современное состояние
Конституция страны гарантирует свободу вероисповедания. Католическая церковь в стране не имеет статуса государственной, хотя де-факто получает общественное финансирование и пользуется от государства рядом привилегий. Ряд католических праздников объявлен государственными (Богоявление — 6 января, понедельник после Пасхи, Праздник Тела и Крови Христовых, Успение Богородицы — 15 августа, День всех святых — 1 ноября, Рождество — 25 декабря, День святого Стефана — 26 декабря), однако в законах страны оговорено, что граждане, исповедующие другую религию, имеют право заменять католические праздники на праздники своей конфессии, не выходя на работу в эти дни.
В государственных школах существуют уроки религиозного обучения, но они не обязательны к посещению. В стране существует Хорватское католическое радио, каждое воскресенье по центральному телеканалу идёт прямая трансляция мессы из одного из хорватских храмов.

## История

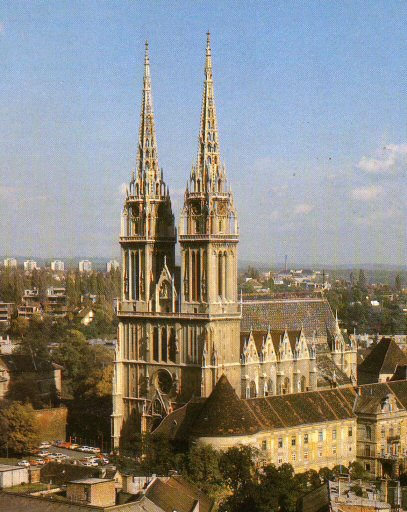
Загребский кафедральный собор

С самого раннего периода существования независимого хорватского государства (IX век) оно было тесно связано с латинским Западом. При первом хорватском короле Томиславе I состоялись два сплитских церковных собора, которые решали вопрос о допустимости богослужения на славянском языке. Несмотря на решения, вынесенные в пользу латыни, славянское богослужение продолжало существовать параллельно с латинским и представляло собой римскую мессу, служащуюся на церковнославянском и с богослужебными книгами на глаголице. Глаголический обряд окончательно исчез из употребления в середине XX века.
После Великого церковного раскола хорватская церковь осталась в общении с римским епископом, несмотря на тесные политические связи с Византией. После утраты страной независимости хорватская церковь пользовалась существенной автономией в составе сначала Венгерского королевства, а затем Австро-Венгрии. В 1687 году хорватский парламент официально провозгласил святого Иосифа покровителем страны.
После распада Австро-Венгрии Хорватия вошла в состав Югославии, где межнациональные противоречия между хорватами-католиками, сербами-православными и боснийскими мусульманами усугублялись религиозными и приводили к конфликтам, последним из которых по времени стали Война в Хорватии и Боснийская война. В ходе военных действий было разрушено большое количество католических и православных храмов. Потоки беженцев (сербов из Хорватии, хорватов из Боснии и Герцеговины) привели к существенному изменению этно-конфессиональной картины.
После обретения Хорватией независимости была основана Хорватская конференция католических епископов. В 1997 году создано Хорватское католическое радио.

## Структура

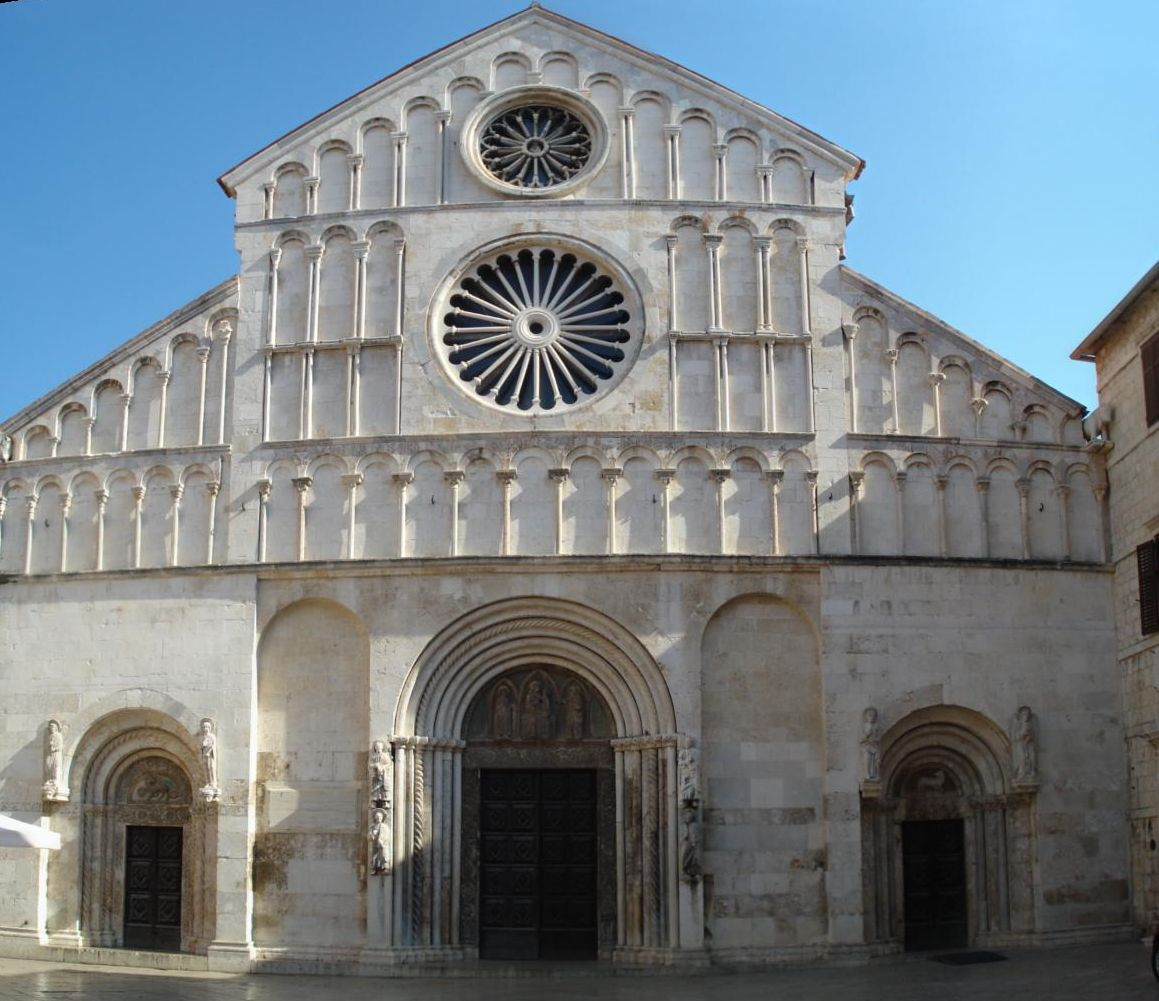
Кафедральный собор святой Анастасии в Задаре

Католическая церковь в стране включает в себя 4 митрополии, одну архиепархию прямого подчинения и 11 епархий (одна из них византийского обряда). Примас Хорватии возглавляет архиепархию-митрополию Загреба, столицы страны. В настоящее время титул примаса Хорватии принадлежит кардиналу Йосипу Бозаничу. Архиепархия Задара не подчинена ни одной из четырёх митрополий Хорватии и находится в прямом управлении Святого Престола. Архиепархия-митрополия Сплит-Макарска включает в себя также и епархию Котора в соседней Черногории. Архиепархия Джяково-Осиек с 2008 года включает в себя католическую Сремскую епархию в Сербии. В Хорватии организован военный ординариат, предназначенный для окормления военнослужащих-католиков. Архиепископы, епископы и вспомогательные епископы страны входят в состав Конференции католических епископов Хорватии.
Единственная грекокатолическая епархия, с центром в городе Крижевцы составляет Хорватскую грекокатолическую церковь, чья юрисдикция распространяется также и на грекокатолические приходы Словении и Боснии и Герцеговины.
Семь хорватских соборов имеют почётный статус малой базилики:
- Базилика Святейшего Сердца Иисуса в Загребе
- Кафедральный собор Святого Петра в Джякове
- Базилика Девы Марии в Мария-Бистрице
- Кафедральный собор святой Анастасии в Задаре
- Базилика Девы Марии в Трсате (Риека)
- Кафедральный собор Успения Пресвятой Девы Марии в Порече
- Кафедральный собор святого Иакова в Шибенике

Базилика Девы Марии в Мария-Бистрице и санктуарий Святого Иосифа в Дубоваце (рядом с Карловацем) имеют статус национальных святынь, являются центрами паломничеств.
Статистика по епархиям (данные 2004 года):
| Епархия                   | Епархия           | Статус      | Митрополия     | Обряд        | Число католиков | Число священников | Число приходов | Глава                  | Кафедральный собор                               | Примечания |
| Архиепархия Загреба       | Zagreb            | Митрополия  |                | Латинский    | 1 455 983       | 722               | 312            | кардинал Йосип Бозанич | Кафедральный собор Загреба                       | Митрополию возглавляет примас Хорватии                                                                         |
| Архиепархия Джяково-Осиек | Djakovo — Osijek  | Митрополия  |                | Латинский    | 460 310         | 267               | 180            | Джуро Хранич           | Собор Святого Петра, Джяково                     | кроме хорватской епархии Пожега имеет в подчинении Сремскую епархию (Сербия)                                   |
| Риека                     | Rijeka            | Митрополия  |                | Латинский    | 213 650         | 107               | 90             | Иван Девчич            | Собор Святого Вита, Риека                        | |
| Сплит-Макарска            | Split — Makarska  | Митрополия  |                | Латинский    | 464 329         | 353               | 186            | Марин Баришич          | Собор святого Дуэ, Сплит                         | кроме трёх хорватских епархий имеет в подчинении епархию Котора (Черногория)                                   |
| Задар                     | Zadar             | Архиепархия |                | Латинский    | 158 344         | 103               | 117            | Желимир Пулич          | Собор святой Анастасии, Задар                    | в прямом подчинении Святого Престола                                                                           |
| Крижевцы                  | Križevci          | Епархия     | Загреб         | Византийский | 15 311          | 38                | 34             | Никола Кекич           | Греко-католический Собор святой Троицы, Крижевцы | образует Хорватскую грекокатолическую церковь, включает в себя Греко-католические приходы Боснии и Герцеговины |
| Вараждин                  | Varaždin          | Епархия     | Загреб         | Латинский    | 373 874         | 152               | 104            | Боже Радош             | Собор Вознесения Девы Марии, Вараждин            | |
| Бьеловар-Крижевцы         | Bjelovar-Križevci | Епархия     | Загреб         | Латинский    |                 |                   |                | Вьекослав Хузьяк       | Собор Святой Терезы Авильской, Бьеловар          | |
| Сисак                     | Sisak             | Епархия     | Загреб         | Латинский    |                 |                   |                | Владо Кошич            | Собор Воздвижения Святого Креста, Сисак          | |
| Пожега                    | Požega            | Епархия     | Джяково-Осиек  | Латинский    | 286 796         | 116               | 105            | Антун Шкворчевич       | Собор Святой Терезы Авильской, Пожега            | |
| Госпич-Сень               | Gospić — Senj     | Епархия     | Риека          | Латинский    | 81 000          | 51                | 85             | Миле Богович           | Собор Благовещения Пресвятой Девы Марии, Госпич  | |
| Крк                       | Krk               | Епархия     | Риека          | Латинский    | 36 824          | 70                | 51             | Ивица Петаняк          | Собор Вознесения Пресвятой Девы Марии, Крк       | |
| Епархия Пореч-Пула        | Poreč — Pula      | Епархия     | Риека          | Латинский    | 168 699         | 108               | 134            | Дражен Кутлеша         | Собор Успения Пресвятой Девы Марии, Пореч        | |
| Дубровник                 | Dubrovnik         | Епархия     | Сплит-Макарска | Латинский    | 76 500          | 89                | 61             | Мате Узинич            | Собор Вознесения Пресвятой Девы Марии, Дубровник | |
| Хвар                      | Hvar              | Епархия     | Сплит-Макарска | Латинский    | 23 019          | 45                | 46             | Слободан Штамбук       | Собор Святого Стефана, Хвар                      | |
| Шибеник                   | Šibenik           | Епархия     | Сплит-Макарска | Латинский    | 110 500         | 102               | 74             | Анте Ивас              | Собор святого Иакова, Шибеник                    | |